# Фрайберг (район)
Фрайберг (нем. Freiberg) — некогда существовавший район в Германии. 1 августа 2008 в ходе коммунальной реформы был объединён с двумя другими районами в район Средняя Саксония в новообразованном дирекционном округе Хемниц.
Центром района был город Фрайберг. Район входил в землю Саксония. Подчинён был административному округу Хемниц. Занимал площадь 913,79 км². Население 142,6 тыс. чел. (2007). Плотность населения была 156 человек/км².
Официальный код района был 14 1 77.
Район подразделялся на 25 общин.

## Города и общины
Города
1. Аугустусбург (5 131)
2. Бранд-Эрбисдорф (11 035)
3. Гросширма (6 083)
4. Зайда (2 160)
5. Флёха (10 448)
6. Фрайберг (42 620)
7. Фрауэнштайн (3 228)
8. Эдеран (7 875)

Общины
1. Бобрич (4 667)
2. Вайсенборн (2 702)
3. Гросхартмансдорф (2 762)
4. Дорфхемниц (1 787)
5. Лихтенберг (2 923)
6. Лойбсдорф (3 866)
7. Мульда (2 821)
8. Нидервиза (5 213)
9. Нойхаузен (3 165)
10. Обершёна (3 666)
11. Райнсберг (3 228)
12. Рехенберг-Биненмюле (2 255)
13. Фалькенау (2 039)
14. Франкенштайн (1 200)
15. Хальсбрюке (5 563)
16. Хильберсдорф (1 446)
17. Эппендорф (4 709)

Объединения общин
Управление Зайда
Управление Лихтенберг (Рудные горы)
Управление Флёха
Управление Фрайберг
Управление Эдеран
(30 июня 2007)